# Glastonbury Festival
Glastonbury Festival of Contemporary Performing Arts, znany również jako Glastonbury lub Glasto – jeden z największych na świecie festiwali muzycznych odbywający się w pobliżu wsi Pilton w hrabstwie Somerset w Anglii. 
Podczas festiwalu odbywają się koncerty zespołów i wykonawców z gatunków szeroko pojętego rocka oraz muzyki alternatywnej. Ponadto organizowane są wystawy, przedstawienia teatralne i cyrkowe, pokazy tańca oraz inne imprezy towarzyszące. 

## Historia

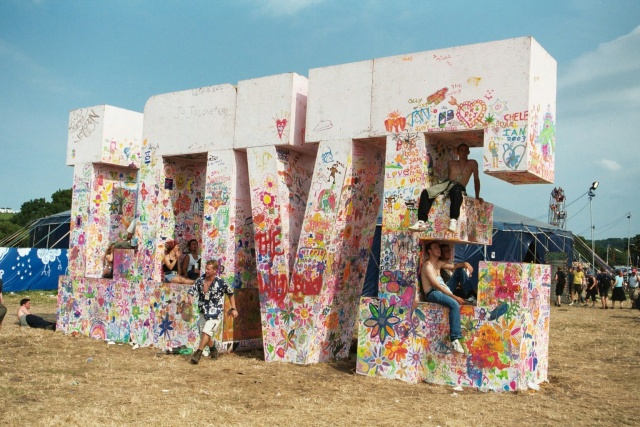
Napis Love umieszczony na polu festiwalu inspirowany albumem Sgt. Pepper’s Lonely Hearts Club Band grupy The Beatles

Pierwszy festiwal odbył się 19 września 1970, zainicjowany przez Michaela Eavisa. Podczas koncertu wystąpili m.in. Marc Bolan, Keith Christmas, Stackridge, Al Stewart. W cenę biletu opiewająca na 1 funta wliczone było również mleko pochodzące z pobliskiej farmy.
W 1995 został zrealizowany film dokumentalny o festiwalu zatytułowany Glastonbury the Movie w reżyserii Williama Beatona, Robina Mahoneya oraz Matthew Salkelda. Film zawiera m.in. występy takich wykonawców jak Ozric Tentacles, Porno for Pyros, Spiritualized czy Omar.
W 2005 festiwal objął 3,6 km² powierzchni, na której wystąpiło 385 wykonawców gromadząc 150 000 publiczność. W 2007 roku podczas Glasto wystąpiło 700 wykonawców na 80 scenach gromadząc 177 000 widzów.

## Wykonawcy

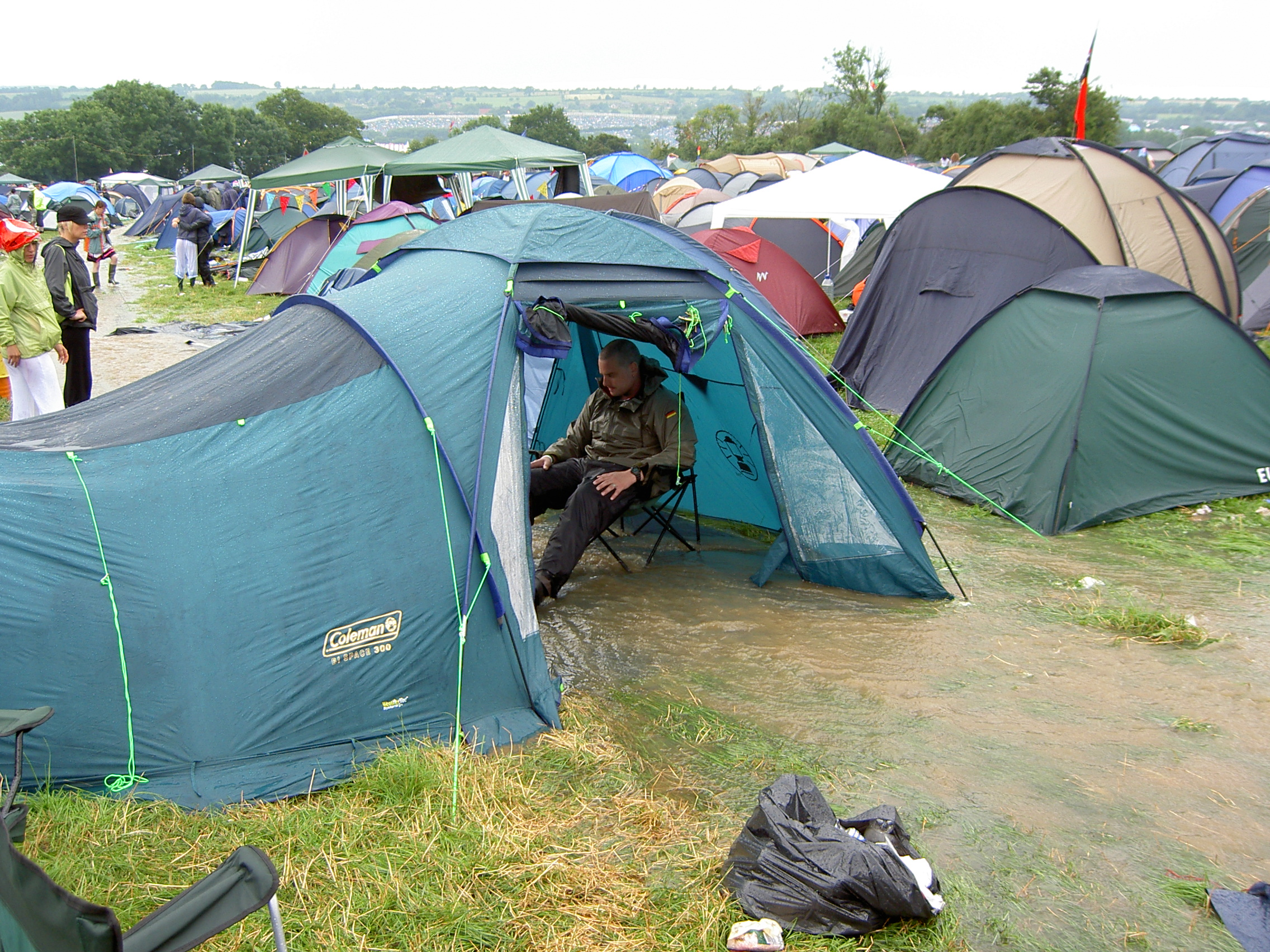
Pole namiotowe na festiwalu Glastonbury

Na przestrzeni lat podczas festiwalu wystąpili m.in. tacy wykonawcy jak: Dua Lipa, Lana Del Rey, Amy Winehouse, Radiohead, Coldplay, Björk, Arcade Fire, Arctic Monkeys, Kasabian, The Fratellis, Bloc Party, Fatboy Slim, Joe Cocker, Van Morrison, Hawkwind, New Order, The Pixies, Sinéad O’Connor, Fishbone, Robert Plant, Manic Street Preachers, Rage Against the Machine, The Prodigy, Noisia, Placebo, Muse, The Chemical Brothers, Oasis, Franz Ferdinand, Pendulum, Moby, Portishead, R.E.M., U2, Bruce Springsteen, Gorillaz, Imagine Dragons, Faithless czy The Cure.